# Стасювка (Підкарпатське воєводство)
Стасювка (пол. Stasiówka) — село в Польщі, у гміні Дембиця Дембицького повіту Підкарпатського воєводства.
Населення — 1289 осіб (2011).
У 1975-1998 роках село належало до Тарновського воєводства.

## Демографія
Демографічна структура станом на 31 березня 2011 року:
|          | Загалом | Допрацездатний вік | Працездатний вік | Постпрацездатний вік |
| -------- | ------- | ------------------ | ---------------- | -------------------- |
| Чоловіки | 647     | 180                | 410              | 57                   |
| Жінки    | 642     | 165                | 351              | 126                  |
| Разом    | 1289    | 345                | 761              | 183                  |